# Necropoli etrusca della Galassina di Castelvetro
La Necropoli etrusca della Galassina di Castelvetro, la cui fase cronologica più documentata si colloca nel V secolo a.C., è una necropoli riferibile all’abitato etrusco che sorgeva sull’altura oggi occupata dal centro storico e dal castello di Castelvetro, sulle prime colline dell’Appennino Modenese. La necropoli occupava, verso nord, le pendici della collina prospiciente l’abitato, dal quale era separata da un piccolo corso d’acqua.

## La scoperta della necropoli (1841)
La scoperta dei primi reperti etruschi nel podere Galassina avvenne nel 1841 in seguito a scavi per lavori agricoli. La notizia del rinvenimento giunse velocemente a Celestino Cavedoni, il più importante archeologo in quel periodo operante sul territorio del Ducato di Modena e Reggio Emilia, che fu quindi il primo a pubblicare notizie sulla necropoli e sulle quattro tombe scoperte in quell’anno.
Per interessamento di Cavedoni, i reperti più significativi scoperti nel 1841 vennero acquistati da Francesco IV d'Austria-Este per le collezioni ducali, oggi esposte presso la Galleria Estense di Modena, mentre altri materiali ritenuti meno interessanti andarono perduti.

## La ripresa degli scavi (1879-1880)
Ad un certo punto nel 1841 gli scavi si bloccarono. Gli scavi nella necropoli della Galassina ripresero solo alcuni decenni più tardi, negli anni 1879-1880, per iniziativa del proprietario del terreno che coinvolse l’archeologo Arsenio Crespellani, Ispettore degli Scavi e dei Musei per la Provincia di Modena. Nel 1879-1880 vennero scoperte complessivamente 33 tombe, di cui soltanto 4 o 5 risultarono non violate e restituirono una quantità di oggetti corrispondente ai corredi funebri originari.
Diversamente dagli scavi del 1841, i reperti di questa campagna di scavo furono conservati in maggior numero e i corredi distinti più correttamente. I reperti furono poi acquistati dal Museo civico di Modena, grazie alla mediazione di Arsenio Crespellani.
Indagini successive condotte sulla necropoli dalla Soprintendenza Archeologica dell’Emilia-Romagna in collaborazione col Museo Civico di Modena fra il 1961 e il 2008 non aggiunsero dati significativi a quanto già noto.

## La struttura della necropoli
La documentazione planimetrica degli scavi alla Galassina, pur non consentendo una localizzazione precisa delle sepolture, riflette la probabile influenza delle coeve necropoli etrusche bolognesi nella sistemazione degli spazi e nella monumentalizzazione del sepolcreto, caratterizzato da allineamenti e raggruppamenti di tombe, indicate da stele in pietra a forma di ferro di cavallo, e dalla ipotetica presenza di una strada sepolcrale.
Gli scavi del 1879-1880, meglio documentati, hanno permesso di riconoscere, tra le poche tombe non violate in antico, due tipologie sepolcrali: sepolture ad inumazione in fossa segnalate da stele in pietra, tombe a cremazione in fossa coperta da tumuli di ciottoli. Le quattro tombe del 1841 sono tutte cremazioni, con ceneri dei defunti e corredo deposti in un caso (tomba I) entro una cista in bronzo, negli altri casi (tombe II, III, IV) entro cinerari in ceramica.

## I corredi funerari

Candelabro della Galassina, Museo Civico di Modena

Uno dei corredi più importanti della necropoli della Galassina è quello pertinente alla tomba I rinvenuta nel 1841, dalla quale provengono, oltre a un raffinato specchio in bronzo con decorazione figurata incisa, altri preziosi oggetti di bronzo quali una cista (recipiente cilindrico), un bacile, un manico di strigile (strumento per detergere il corpo) e una fibula (spilla). Sono anche presenti oggetti in pasta vitrea: frammenti di un balsamario (vasetto per profumi) e un pendente raffigurante una testa maschile. La tomba risale all’ultimo quarto del V secolo a.C.
I reperti sono attualmente esposti presso la Galleria Estense di Modena. Presso il Museo Civico di Modena, nella sezione dedicata alla necropoli della Galassina, sono esposte le repliche in bronzo dello specchio e della cista. 
Tra i corredi rinvenuti nel corso degli scavi 1879-1880 sono particolarmente significativi quelli delle tombe 1 e 2. 
Nella tomba 1, databile al 460-450 a.C., è presente un ricco corredo di vasellame da banchetto, tra cui spiccano vasi in ceramica attica a figure rosse: un cratere (grande vaso per il vino) e una kylix (coppa), insieme ad oggetti in bronzo: una situla (secchio), un kyathos (vasetto attingitoio) e una coppia di simpula (mestoli attingitoi). Sono anche presenti un candelabro in bronzo e un alabastron (vasetto per profumi) in vetro blu con decorazioni in giallo e azzurro. 
Nella tomba 2, risalente alla stessa epoca della precedente, è presente una grande situla in bronzo utilizzata come cinerario, assieme a un ricco corredo da banchetto simile a quello della tomba 1, con ceramica attica a figure rosse - una kylix e uno skyphos (coppa profonda) - e vari oggetti in bronzo: una situla, un kyathos, una coppia di simpula e un candelabro sormontato da una cimasa con kriophoros (portatore di ariete). Completano il corredo alcune fibule ad arco serpeggiante, un alabastron in pasta vitrea di colore marrone con decorazioni in bianco, oltre a varie pedine da gioco in pasta vitrea di diversi colori e due dadi in osso (di cui uno perduto).
Questi reperti sono esposti presso il Museo civico di Modena.

## I contatti culturali testimoniati dai corredi funerari
Le tombe scoperte alla Galassina di Castelvetro, almeno quelle che conservano più completi i loro corredi, testimoniano la piena acquisizione del rituale funerario in uso nel V secolo a.C. nel principale centro etrusco della regione, Felsina (Bologna). La tomba I del 1841 si connota come una sepoltura femminile di alto rango nel cui corredo ricorrono una serie di elementi che alludono al tema delle nozze. Le due tombe citate (1 e 2) del 1879, anch’esse perfettamente in linea con il rituale funerario bolognese, ostentano attraverso la deposizione di preziosi vasi e oggetti in ceramica e in bronzo il rito del banchetto, che si svolgeva con determinate modalità di servizio e di consumo del vino nelle famiglie etrusche di più alto rango.
L’aristocrazia etrusca che viveva nel V secolo a.C. in un centro apparentemente periferico come Castelvetro aveva quindi stretti contatti commerciali, culturali e ideologici con le élite presenti nel centro di Bologna, ma era anche inserita in una rete di contatti ad ampio raggio.
All’area veneto-alpina e alla cosiddetta arte delle situle riconduce infatti la decorazione figurata dello specchio in bronzo, che per il resto è tipologicamente molto simile ad esemplari di produzione bolognese, mentre a contatti col mondo mediterraneo orientale (a partire da botteghe di area fenicia operanti a Cipro e a Rodi), rimanda la presenza dei vasetti e della testina in pasta vitrea della tomba I del 1841.